# مایکل ویتهام
مایکل ویتهام (به انگلیسی: Michael Whitham) بازیکن فوتبال زادهٔ ۶ نوامبر ۱۸۶۷ اهل انگلستان بود که سابقهٔ بازی در تیم ملی فوتبال انگلستان را در کارنامهٔ خود دارد. وی در تاریخ ۵ مارس ۱۸۹۲ تنها بازی ملی خود را در مقابل تیم ملی فوتبال ایرلند انجام داد.